# Ginevra Di Marco
Ginevra Di Marco (Firenze, 15 luglio 1970) è una cantante italiana.

## Biografia
Agli inizi degli anni novanta è cantante negli ESP, di cui fa parte anche Orla poi chitarrista della Bandabardò. Il successo arriva nel 1993, quando partecipa come ospite nel disco Ko de mondo del Consorzio Suonatori Indipendenti. Le sue qualità vocali la fanno subito notare, e già dal seguente disco In quiete, registrato dal vivo, ha il ruolo di seconda voce al fianco di Giovanni Lindo Ferretti, cantante e frontman del gruppo.
Dal 1999 inizia una parallela carriera solista con la collaborazione di Francesco Magnelli, anch'egli componente dei CSI nonché compagno di vita, e di Andrea Salvadori. L'album, concluso nello stesso anno, è una produzione insolita, che vede la cantante musicare dal vivo le immagini del film muto Il fantasma dell'opera del 1920 (con Lon Chaney). Sempre nel 1999 esce l'esordio completamente da solista Trama tenue. Collabora inoltre con Max Gazzè e Cristiano Godano dei Marlene Kuntz, ospite nello stesso Trama tenue.

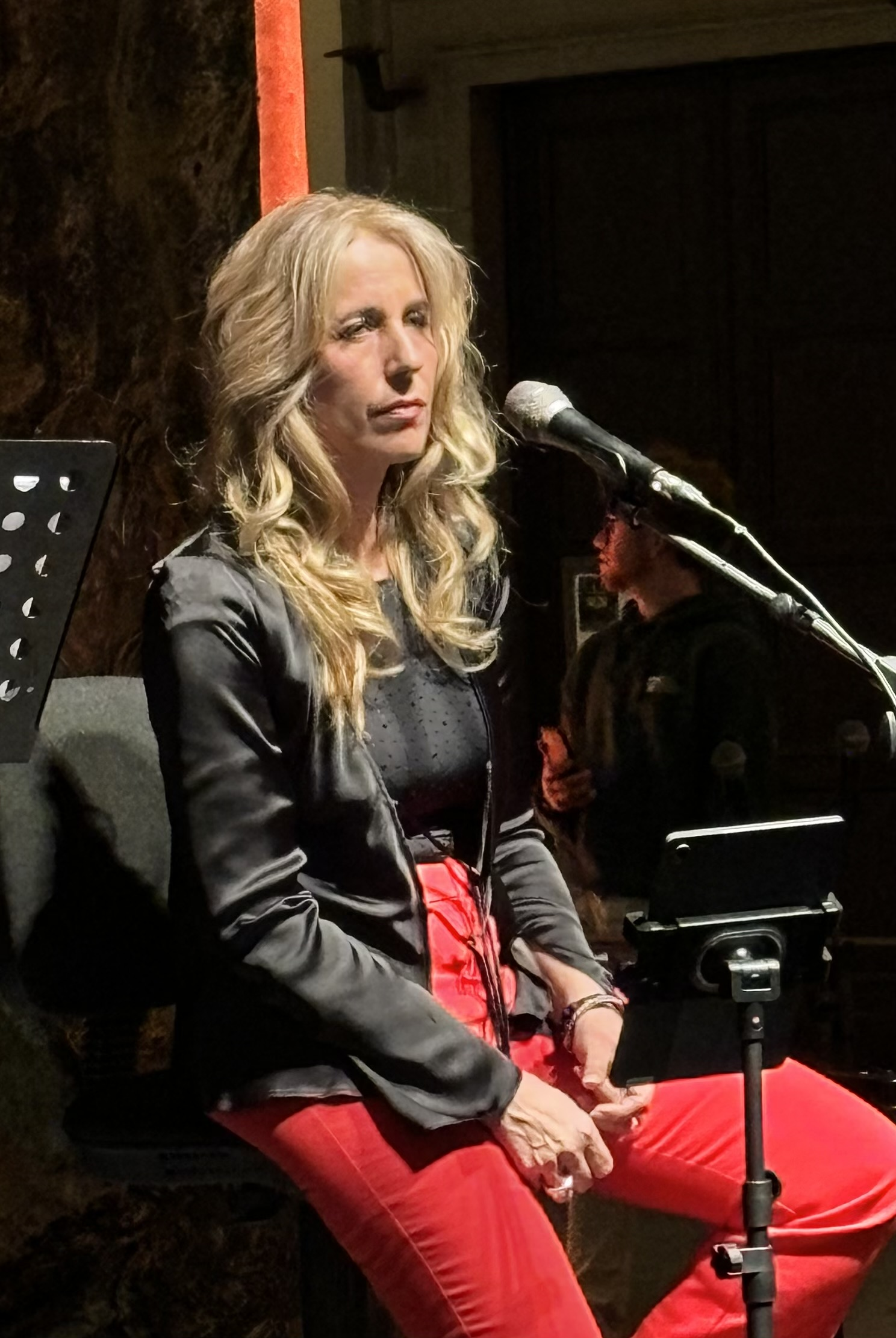
Ginevra Di Marco, Palazzo Strozzi, Firenze, maggio 2024

Nel 2000 si è sposata con Francesco Magnelli, presso la casa comunale di Montespertoli, con una cerimonia alla quale parteciparono anche gli altri membri dei C.S.I. Nel 2001, allo scioglimento dei CSI, continua la collaborazione con i componenti del gruppo attraverso il nuovo progetto PGR, dove cura molte delle linee melodiche dei testi scritti da Ferretti. Come lo stesso Ferretti ammette, "la voce di Ginevra è di gran lunga musicalmente più educata", ed inizia a comporre testi pensati maggiormente per la voce di lei.
Nel 2004, assieme a Magnelli, lascia i PGR per seguire altre direzioni, proseguendo la sua carriera solista con Disincanto (2005) e Stazioni Lunari prende terra a Puerto Libre (2006) con il quale inizia la sua ricerca fra i canti dal margine della storia, un mondo profondo e dimenticato, ripreso anche nell'album Donna Ginevra (2009): Romania, Ungheria, Grecia, i Balcani, gli Slavi, i Rom, il Portogallo, la Bretagna, il Messico, il Cile, gli italiani del Sud e quelli di Toscana. Arrangiamenti e rivisitazioni (realizzati con il fondamentale apporto di Francesco Magnelli) volti a coinvolgere il pubblico con il calore ed il sapore delle feste di paese, delle danze, della musica cantata dalla gente; il disco vince la Targa Tenco 2009 per la migliore interpretazione.
È del 2011 il lavoro discografico dal titolo Canti, richiami d’amore. Nato da un'esperienza live, ovvero il concerto di Natale 2010 presso la basilica di Santa Croce con cui la città di Firenze ha voluto omaggiare la cittadinanza, il disco è una registrazione studio in presa diretta di quest'esperienza. L'album è un excursus tra la canzone d'autore e quella popolare; brani tratti dal cantautorato italiano di qualità e dalla secolare produzione delle varie regioni d'Italia, scelti per significato evocativo e morale. Canzoni legate all'anima e alla sfera più intimista, spirituale, canzoni alla ricerca delle tematiche più importanti, la difesa dei più deboli, l'amore, la felicità. Nello stesso anno esce L'anima della terra vista dalle stelle, un DVD edito da Aliberti, realizzato insieme a Margherita Hack.
Nel 2012 partecipa a Meraviglioso Modugno.
Nel 2017 pubblica La Rubia canta la Negra, album in cui omaggia la cantante argentina Mercedes Sosa, cimentandosi anche in tre inediti: Fuoco a mare, Sulla corda e Saintes Maries de la mer.
Nel 2019 esce Ginevra Di Marco & Cristina Donà, album congiunto delle due cantautrici, finanziato da una campagna di crowdfunding e sorretto anche da un fortunato tour estivo. L'album contiene otto tracce ed è idealmente diviso in due parti: nella prima gli inediti Un passo alla volta, Camminare e Confine (scritta insieme a Francesco Gazzè) e il brano tradizionale sefardita La rosa enflorece.. Nella parte successiva trovano spazio nuove versioni di brani già pubblicati dalle artiste come Cosi vicini, Perpendicolare, J e 1/365.
Nel 2020 esce Quello che conta, album tributo della cantautrice a Luigi Tenco, anch'esso finanziato da una campagna di crowdfunding in partenza il 15 maggio a cura di Produzioni Dal Basso. L'album è anticipato dall'uscita del video della canzone Quello che conta.
Nel 2025 Esce l'album Kaleidoscope, sempre finanziato da una campagna di crowdfunding. L'album vienepremiato con la Targa Tenco 2025  quale miglior albun d'interprete.

## Discografia parziale

### Discografia solista

#### Album in studio
- 1999 - Trama tenue
- 2002 - Concerto n.1 Smodato temperante (live)
- 2005 - Disincanto
- 2006 - Stazioni Lunari prende terra a Puerto Libre
- 2009 - Donna Ginevra
- 2011 - Canti, richiami d'amore
- 2013 - Stelle (live)
- 2017 - La Rubia canta la Negra
- 2019 - Ginevra Di Marco & Cristina Donà
- 2020 - Quello che conta - Ginevra canta Luigi Tenco
- 2025 - Kaleidoscope

### Collaborazioni
- 1991 - Solo un folle può sfidare le sue molle - Vidia
- 1991 - Üstmamò - Üstmamò
- 1993 - Ko de mondo - CSI Consorzio Suonatori Indipendenti
- 1995 - In quiete - CSI Consorzio Suonatori Indipendenti (live)
- 1995 - Bande rumorose - Yo Yo Mundi (live)
- 1996 - Linea Gotica - CSI Consorzio Suonatori Indipendenti
- 1997 - Tabula rasa elettrificata - CSI Consorzio Suonatori Indipendenti
- 1997 - La Tarantola - Ci s'ha
- 1997 - 'sei na ru mo'no wa na 'i - Santo Niente
- 1998 - Cosmoradio - Luciferme
- 1998 - Gommalacca - Franco Battiato
- 1998 - La terra, la guerra, una questione privata - CSI Consorzio Suonatori Indipendenti (live)
- 2000 - Max Gazzè - Max Gazzè
- 2001 - Noi non ci saremo Vol. 1 - CSI Consorzio Suonatori Indipendenti
- 2002 - Noi non ci saremo Vol. 2 - CSI Consorzio Suonatori Indipendenti
- 2002 - P.G.R. - P.G.R.
- 2003 - Montesole 29 giugno 2001 - P.G.R.
- 2004 - A.C.A.U. La nostra meraviglia - Gianni Maroccolo
- 2005 - Appunti partigiani - Modena City Ramblers
- 2006 - Crinali Riccardo Tesi - Claudio Carboni
- 2007 - canta La musica che gira intorno in Presente Remoto, album di Riccardo Tesi
- 2009 - canta Eterna memoria in Nessuna Pietà, compilation di Marco Vichi (edita da Salani)
- 2010 - canta Giorni di rose, contenuta nell'omonimo album di Paola Turci
- 2012 - canta Partire partirò in Canzoniere illustrato di Daniele Sepe

## Videografia
- L'anima della terra vista dalle stelle, con Margherita Hack, con DVD-Video, Roma-Reggio Emilia, Aliberti Editore, 2011. ISBN 978-88-7424-840-7.

## Premi e riconoscimenti
- Ciak d'oro
  - 1997 - Migliore colonna sonora per Tutti giù per terra[5]
- Targa Tenco [6]
  - 2000 - Migliore disco d'esordio per Trama tenue
  - 2009 - Migliore interprete per Donna Ginevra
  - 2017 - Migliore interprete per La rubia canta la negra
  - 2025 - Migliore interprete per Kaleidoscope